# Bugatti EB 218
La Bugatti EB 218 è una concept car con carrozzeria berlina prodotta nel 1999 dalla casa automobilistica francese Bugatti in collaborazione con Italdesign Giugiaro.

## Descrizione
È la seconda concept car presentata dalla Bugatti sotto la proprietà del gruppo Volkswagen. L'EB 218 è stata progettata da Giorgetto Giugiaro, che precedentemente aveva già creato l'EB 112 e l'Bugatti EB 118, la variante a 2 porte di questa vettura. L'EB 218, che viene considerato come erede e versione aggiornata dell'EB 112, presenta un motore W18 di origine Volkswagen e la trazione integrale permanente ripresa dalla Lamborghini Diablo VT.